# حدق قطي
حدق قَطّي  هو نوع من النباتات المزهرة في فصيلة الباذنجية ، موطنه تشيلي وبيرو. يُسمى في الإنجليزية كرمة البطاطس التشيلية ، والمغد التشيلي، وشجرة البطاطس التشيلية، وكرمة البطاطس. تطول نحو6 متر (20 قدم) وهو نبات متسلق شبه أبيد ، ذو جذوع خشبية. الأزهار صغيرة زرقاء ذات الرائحة، بقطر 2.5 سم، مع المبايض الصفراء البارزة، تظهر في مجموعات في الصيف. تشبه تلك الموجودة في البطاطس وثيقة الصلة. تنضج الثمرة اللبية الصغيرة السامة في الخريف. تتلون الثمرة من الأخضر، ثم الأصفر البرتقالي، وأخيراً الأرجواني. الأوراق بيضاوية.